# Sněžné věžičky
Sněžné věžičky (německy Haindorfer Schwarzer Berg) jsou skalní útvar a zároveň název nižšího vrcholu Černé hory v centrální části Jizerských hor. Leží asi 3 km západně od vrcholku Jizery a asi 8 km jihovýchodně od Hejnic.

## Poloha
Skály se nacházejí v katastru města Hejnice, asi 1 km severovýchodně od vrcholu Černé hory, od kterého jsou odděleny mělkým sedlem (1050 m n. m.), kde se nalézá i nejvýše položené rašeliniště v české části pohoří – Vánoční louka. Severní část Sněžných věžiček je součástí Přírodní rezervace Černá hora a na severovýchodním úbočí se zhruba 1 km od vrcholu nalézá Přírodní rezervace Rašeliniště Na Čihadle. Jejich poloha zhruba uprostřed horstva z nich dělá dobrý výhledový bod. Vrchol je však pokryt dnes už vzrostlým smrkovým lesem, který zřejmě během několika let výhled ze skalisek, tyčících se na vrcholu, omezí.

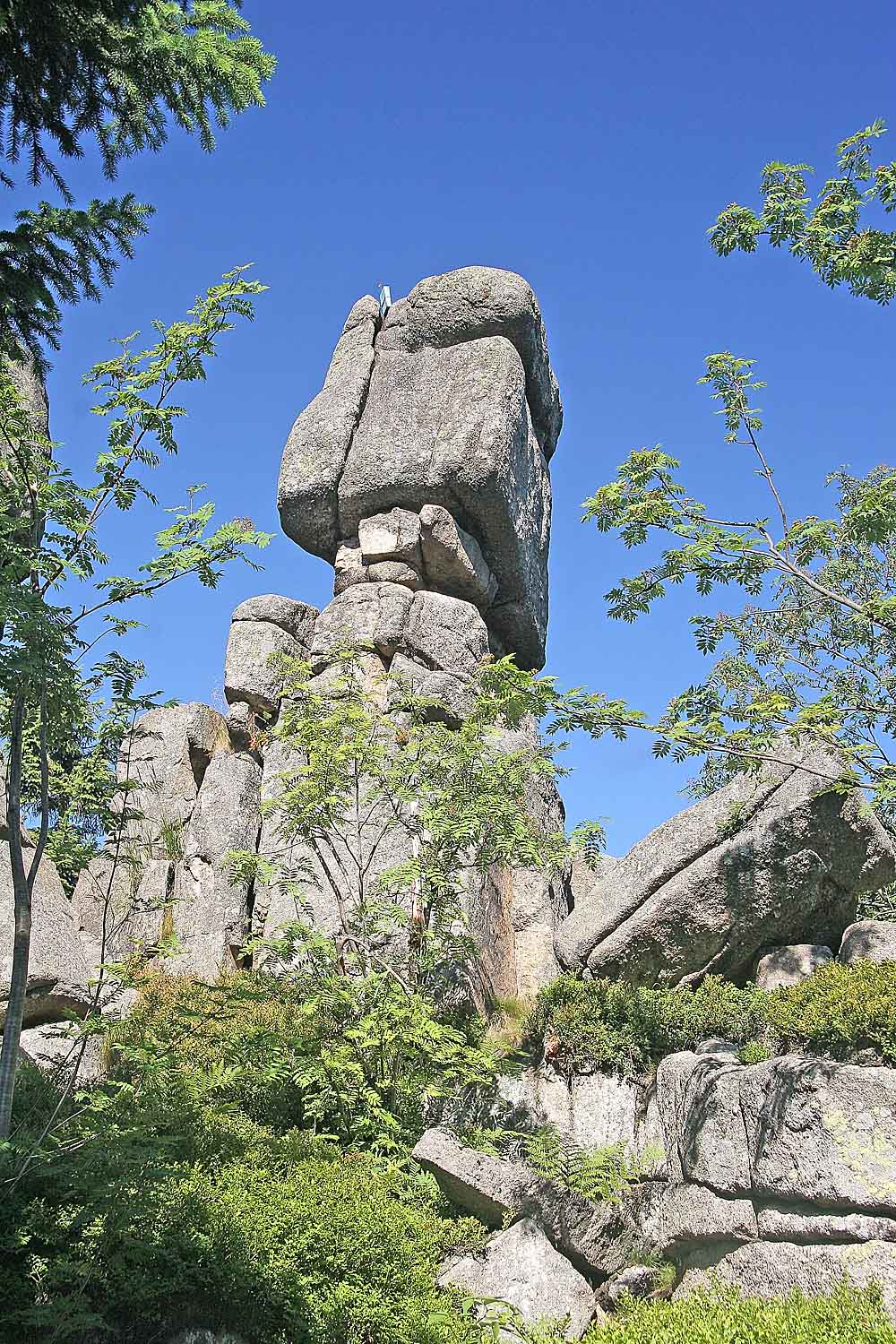
Sněžné věžičky

## Popis
Sněžné věžičky tvoří tvoří množství různých skalních útvarů – skalních věží, izolovaných skal, skalních hradeb a mrazových srubů. Ústřední skupinou Sněžných věžiček jsou tři skalní věže, vysoké až 10 metrů. Nejnižší z věží má na vrcholu malou vyhlídkovou plošinu, zajištěnou instalovaným zábradlím, a výstup na ni je usnadněn železnými stupačkami; je odtud dobrý výhled na nejmalebnější věž skupiny, Sněžnou hlavičku, zakončenou skalním hřibem. Třetí skalní věž skupiny se nachází cca 50 m na severozápad.

## Přístup
K vrcholu se lze dostat po žlutě značené turistické stezce vedoucí z rozcestí Rozmezí ležícím na Kristiánovské cestě na jižní straně hory. Další možnou variantou je přístup od Černé hory po žluté značce přes Vánoční louku (nově vybudovaná dřevěná stezka přes podmáčené úseky louky).